# 500 Fifth Avenue
500 Fifth Avenue is een wolkenkrabber in Midtown Manhattan in New York. Het gebouw staat op de hoek van 42nd Street en Fifth Avenue, aan het Bryant Park, tegenover de New York Public Library. De naam verwijst naar het adres van het kantoorgebouw. 
Het gebouw werd voltooid in 1931, net als het Empire State Building, dat eveneens door Shreve, Lamb en Harmon is ontworpen. De wolkenkrabber, die gebouwd is in de art-decostijl, is 216 meter hoog en heeft zestig verdiepingen.